# Noah Baumbach
Noah Baumbach (Brooklyn, New York, 3 september 1969) is een Amerikaans regisseur, filmproducent en scenarioschrijver. Baumbach is van 2005 tot 2013 getrouwd geweest met actrice Jennifer Jason Leigh.
Baumbachs ouders schreven en recenseerden (onder meer films). In 2005 bracht Baumbach een semi-autobiografische film uit over zijn jeugd in Brooklyn, en de scheiding van zijn ouders: The Squid and the Whale. De film werd een festivalhit en Baumbach werd genomineerd voor een Oscar voor het beste scenario, dat hij ook schreef. De popgroep Noah and the Whale vernoemde zich naar Baumbach en zijn film.
In 2007 kwam van Baumbach een comedy-drama uit: Margot at the Wedding. In deze film speelden onder andere zijn vrouw Leigh, Nicole Kidman en Jack Black.
Baumbach werkt nu en dan samen met regisseur Wes Anderson. Samen schreven ze onder meer de film The Life Aquatic with Steve Zissou, in 2004.

## Filmografie
- Kicking and Screaming (1995)
- Highball (1997)
- Mr. Jealousy (1997)
- Conrad & Butler Take a Vacation (2000)
- The Squid and the Whale (2005)
- Margot at the Wedding (2007)
- Greenberg (2010)
- Frances Ha (2012)
- While We're Young (2014)
- Mistress America (2015)
- The Meyerowitz Stories (2017)
- Marriage Story (2019)
- White Noise (2022)
- Barbie (2023)